# Curtiss B-2 Condor

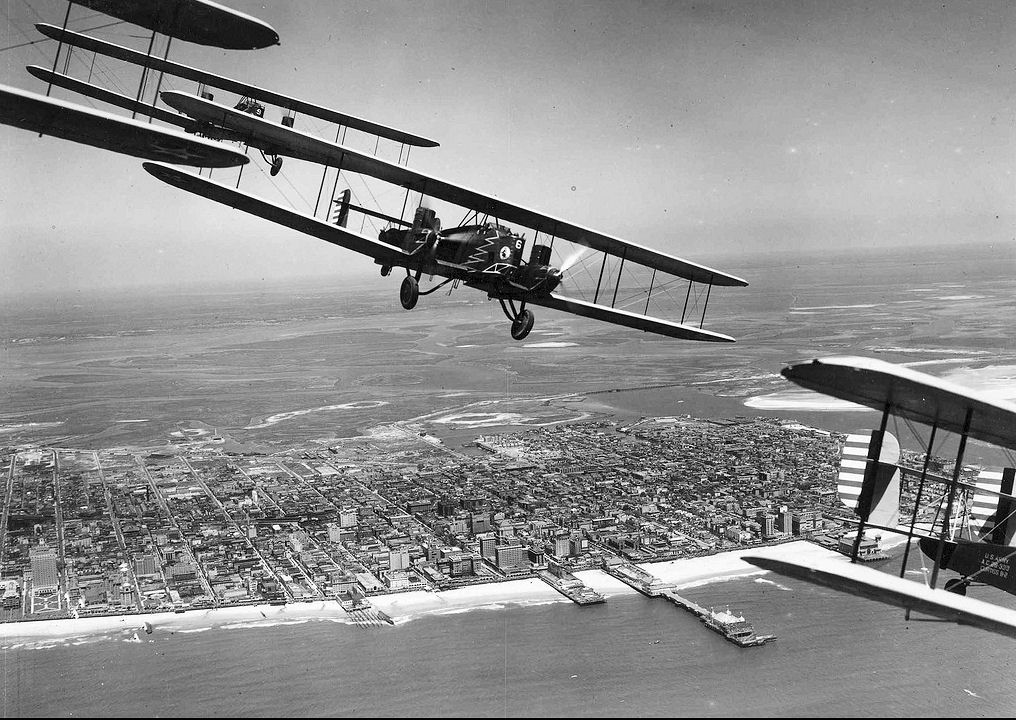

Curtiss B-2 Condor là một loại máy bay ném bom của Hoa Kỳ trong thập niên 1920.

## Biến thể
Model 52
XB-2
B-2
B-2A
Model 53 Condor 18

## Quốc gia sử dụng
United States
- Quân đoàn Không quân Lục quân Hoa Kỳ

## Tính năng kỹ chiến thuật (B-2)
Dữ liệu lấy từ Curtiss Aircraft 1907–1947
Đặc điểm tổng quát
- Kíp lái: 5
- Chiều dài: 47 ft 4½ in (14,43 m)
- Sải cánh: 90 ft 0 in (27,43 m)
- Chiều cao: 16 ft 6 in (5,02 m)
- Diện tích cánh: 1.496 ft² (139 m²)
- Trọng lượng rỗng: 9.300 lb (4.218 kg)
- Trọng lượng có tải: 16.591 lb (7.526 kg)
- Động cơ: 2 × Curtiss V-1570-7 "Conqueror" kiểu động cơ V12, làm mát bằng chất lỏng, 600 hp (450 kW)  mỗi chiếc

 Hiệu suất bay 
- Vận tốc cực đại: 132 mph (115 kn, 212 km/h)
- Vận tốc hành trình: 105,5 mph (91,7 knot, 169,8 km/h)
- Tầm bay: 805 mi (700 nmi, 1,296 km)
- Trần bay: 17.100 ft (5.212 m)
- Vận tốc lên cao: 850 ft/phút (4,3 m/s)

Trang bị vũ khí

- Súng: 6 × súng máy Lewis.30 in (7,62 mm)
- Bom: 2.508 lb (1,138 kg)